# آندری پلاتونوف
آندری پلاتونوف (روسی: Андре́й Плато́нов) روزنامه‌نگار و داستان‌نویس سوسیالیست و منتقد نظام شوروی (حکومت استالین) بود.

## زندگی‌نامه
آندری پلاتونوویچ کلیمنتوف که از نام مستعار آندری پلاتونوف برای انتشار آثارش استفاده می‌کرد، در ۲۸ اوت سال ۱۸۹۹ در وورونژ به دنیا آمد. وی در هنگام انقلاب اکتبر ۱۹۱۷ نوجوان بود، از سال ۱۹۲۰ به نوشتن روی آورد و به عنوان نویسنده‌ای پرکار و جدی مجموعه‌ای از اشعار، چندین داستان، و صدها مقاله نوشت. این مقاله‌ها دربارهٔ ادبیات، هنر، زندگی فرهنگی، علوم، فلسفه، دین، آموزش، سیاست و جنگ داخلی، اقتصاد و روابط خارجی نوشته شده‌است. او سال ۱۹۲۰ نخستین کنگره نویسندگان پرولتر را در مسکو به راه انداخت و به حزب کمونیست اتحاد شوروی ملحق شد. از آن جا که تصور بر آن بود که آن زمان پرداختن به ادبیات ضرورت ندارد او به عنوان مهندس به سازندگی کشورش پرداخت، اما سال ۱۹۲۵ نخستین کتابش را دربارهٔ «شورش دریای سیاه» (Black Sea Revolt) منتشر کرد که از انتشارات رسمی حزب کمونیست بود. او سال بعد به نویسندگی بازگشت و به عنوان نویسنده حرفه‌ای شروع به کار کرد و برای مجله‌ها به نوشتن داستان پرداخت. دو رمان اصلی او همین زمان یعنی بین سال‌های ۱۹۲۶ و ۱۹۳۰ نوشته شد اما این دو رمان به دلیل نگاه انتقادی به شرایط موجود منتشر نشد.

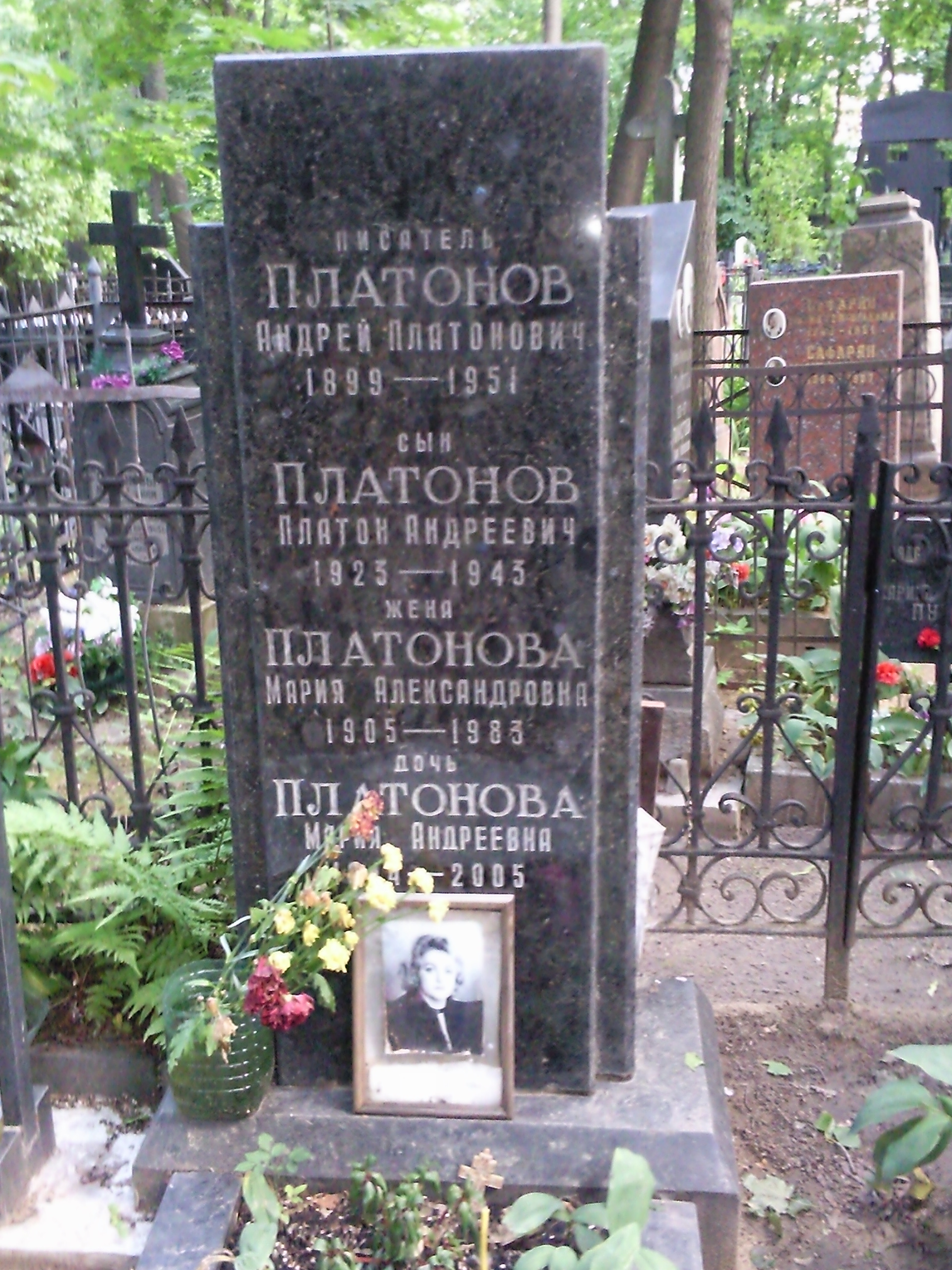
آرامگاه آندری پلاتونوف

استالین نسبت به او نظر خوشی نداشت و او را دیوانه می‌خواند و سرانجام پسر ۱۵ ساله‌اش «پلاتون» را به جرم تروریست بودن دستگیر کرد و به اردوگاه کار اجباری فرستاد. هر چند پلاتونوف تا زمان مرگش شناخته نشد، اما آثارش که در دهه ۱۹۶۰ شروع به انتشار کرد، بر نویسندگان بعدی به شدت تأثیر گذاشت و به همین دلیل او را جورج اورول روسیه خوانده‌اند و آثارش را ادامه کار نویسندگان کلاسیک روسیه به ویژه داستایوسکی می‌دانند.
پلاتونوف در ۵ ژانویه ۱۹۵۱ در سن ۵۲ سالگی در شهر مسکو درگذشت و در گورستان ارامنه مسکو به خاک سپرده شد.

## آثار
پلاتونوف در ۹ داستان از ۲۰ کتابی که از او به جا مانده نظام شوروی را به انحراف از اهداف انقلاب اکتبر ۱۹۱۷ متهم کرد. به زعم او نظام حاکم بر شوروی در زمان استالین «انگیزه پیشرفت، تلاش و حتی وطن دوستی» را از روس‌ها گرفته بود و تنبلی را جایگزین سخت‌کوشی کرده بود. او که خود کمونیست بود دو دوران استالین به عنوان عنصر «ضدانقلاب» شناخته شد و آثارش اجازه تا پس از مرگ استالین انتشار نیافتند.
از پلاتونوف ۲۰ کتاب شامل رمان، رمان کوتاه، یک رمان ناتمام، چند نمایشنامه و یک فیلمنامه به جا مانده‌است. در آثار او پیدایش اگزیستانسیالیسم پیش‌بینی شده‌است.
- The Sky-Blue Depths (نظم، ۱۹۲۲)
- «چونگور» Chevengur (رمان، ۱۹۲۹)
- «مسکوی شاد» Happy Moscow (رمان ناتمام، ۱۹۳۳–۱۹۳۶)
- Fro (رمان کوتاه، ۱۹۳۶)
- The Third Son ‏(۱۹۳۶)
- The River Potudan (رمان کوتاه، ۱۹۳۷)
- The Motherland of Electricity ‏ (۱۹۳۹)
- Fourteen Little Red Huts (نمایش، ۱۹۳۹)
- Epifan Locks (رمان کوتاه)
- Meadow Craftsmen
- The Innermost Man
- Among Animals and Plants (رمان کوتاه)
- «بنیاد رقابت» The Foundation Pit (رمان)
- The Sea of Youth (رمان)
- Soul, or Dzhan (رمان کوتاه)
- The Fierce and Beautiful World (رمان کوتاه)
- The Hurdy Gurdy (play)
- The Cow
- The Return
- «پدر - مادر» Father-Mother (فیلمنامه)